# 森德爾巴赫河 (美因河支流，法伊茨赫希海姆)
49°50′09″N 9°52′07″E / 49.835696°N 9.868717°E
森德爾巴赫河是德國的河流，位於該國東南部，由巴伐利亞負責管轄，屬於美因河的右支流，河道全長2.7公里，流域面積5平方公里，流經維爾茨堡縣。